# Creeper (Minecraft)
Pour les articles homonymes, voir Creeper.
Les creepers sont des ennemis fictifs du jeu vidéo bac à sable Minecraft capables d'exploser à proximité de leur cible. Les creepers ont été ajoutés à Minecraft dans une mise à jour alpha du jeu le 31 août 2009. Depuis sa sortie, le creeper est devenu une icône largement reconnue de Minecraft et figure en bonne place dans la marchandise et la publicité du jeu.

## Histoire
Les creepers ont été créés à la suite d'une erreur de codage dans les étapes alpha du développement de Minecraft. Le créateur du jeu, Notch, avait à l'origine développé le modèle du cochon, un animal présent dans le jeu. Notch a mélangé les dimensions, la longueur et la hauteur étant inversées. Ceci, combiné à une intelligence artificielle capable de regarder le joueur, a conduit à la création du creeper,,,,.
Le creeper n'a que très peu changé depuis sa création, bien qu'il soit devenu une icône largement reconnue, et bien qu'il ait été utilisé pour une abondance de marchandises.
En 2011, le logo du jeu a été modifié pour intégrer le visage creeper dans la lettre «A».

## Impact
Le creeper est devenu une icône répandue et largement reconnue de Minecraft et est souvent considéré comme l'un des ennemis les plus importants du jeu. Le creeper a été présenté dans plusieurs ensembles Lego Minecraft.
Le visage du creeper a été utilisé sur une grande variété de produits Minecraft, y compris sur les vêtements, de la literie et des lampes,. De plus, l'image creeper a été utilisée pour les oreillers, les paniers, les jouets et les peluches.

### Céréale
En juillet 2020, un partenariat conjoint entre Mojang Studios et Kellogg's a conduit à l'annonce de Minecraft Creeper Crunch, une boite de céréale officielle de marque Minecraft mettant en évidence un creeper sur l'emballage. Il devait être disponible en magasin aux États-Unis en août 2020. Chaque paquet comprend en outre un code unique qui peut être échangé contre un vêtement cosmétique dans Minecraft,,,,.

### Dans la culture populaire
Le creeper a fait l'objet de nombreuses références et parodies de la culture populaire.

#### Télévision
- Dans l'épisode de la saison 25 Luca$ de la serie animée Les Simpson, Moe Szyslak apparaît sous la forme d'un creeper et explose à la fin de la séquence d'ouverture[14],[15],[16].

#### Jeux vidéo
- Dans Borderlands 2, le creeper peut être trouvé en tant qu’ennemi dans une grotte sous forme d’easter egg[17].
- Dans Geometry Dash, terminer le 16e niveau connu sous le nom de Hexagon Force donnera au joueur une apparence jouable qui ressemble au visage du creeper[18].